# Interkozmosz–20
Interkozmosz–20 (IK-20) szovjet tudományos, óceánkutató és geodéziai műhold, a szocialista országok közös Interkozmosz űrprogramjának egysége.

## Jellemzői
1979. november 1-jén a Pleszeck űrrepülőtérről egy Interkozmosz hordozórakéta a Koszmosz-3M (11K65M) – 212. eredményes felbocsátás (több mint 1 tonna hasznos terhet elbíró, kétfokozatú) – segítségével indították Föld körüli, közeli körpályára.
Az orbitális egység pályája 94.4 perces, 74.1 fokos hajlásszögű, elliptikus pálya-perigeuma 462 kilométer, apogeuma 519 kilométer volt. Hasznos tömege 550 kilogramm.  Energiaellátását akkumulátorok és napelemek összehangolt egysége biztosította. Programjának, műszereinek kialakításában több szocialista ország közreműködött. A műhold a Föld környezetét, az óceánokat és a légkört kutatta. Az elektromágneses hullámok jelenlétét, hatását vizsgálta a földi légkörben. Vizsgálta a Nap hatását a Föld sarki ionoszférájában, valamint a magnetoszférában. Megfigyelésnek vetették alá a sarki fény kialakulását, intenzitását, hatását a sarki légkörre. A szárazföldi és tengeri kísérleti állomások mérési adatainak automatikus összegyűjtése, a központi adattárba továbbítása. Aktív szolgálati idejét 1981. március 5-én, 490 nap után fejezte be, a Föld légkörébe érve elégett.
A Központi Fizikai Kutatóintézet (KFKI) Atomenergia Kutatóintézete, valamint a Budapesti Műszaki Egyetem mérnökei tervezték és készítették az analóg-digitális konvertert (A/D Converter) és a fedélzeti tápegység feszültségstabilizáló eszközét. Az Egységes Telemetrikus Rendszer [ETMSZ-PS] elemeinek tervezésében a magyar kutatókon kívül NDK, lengyel, szovjet, csehszlovák és román mérnökök vettek részt. Az adattárolók rendszeresen továbbították adataikat a földi vevőállomásokra. A KFKI mérnökei nagy megbízhatóságú fedélzeti számítógépeket, illetve földi ellenőrző berendezéseket készítettek. A műhold magyar fejlesztésű fotóberendezése kifogástalan felvételeket készített. Egy ilyen berendezés a Szaljut–6 fedélzetéről közel 16 000 analóg multispektrális légifelvételt készített Magyarországról.

## Külső hivatkozások
- Interkozmosz–20. skyrocket.de. (Hozzáférés: 2012. december 18.)
- Interkozmosz–20. lib.cas.cz. (Hozzáférés: 2012. december 18.)

| Elődje: Interkozmosz–19 | Interkozmosz sorozat 1969–1994 | Utódja: Interkozmosz–21 |